# Successor (álbum)
Successor es un EP de la banda finlandesa de power metal Sonata Arctica.

## Lista de canciones
- - "FullMoon" (Editada) − 4:00
  - "Still Loving You" (cover de Scorpions) − 4:33
  - "I Want Out" (cover de Helloween) − 3:52
  - "San Sebastian" − 4:46
  - "Shy" − 4:18
  - "Replica" (en vivo) − 4:48
  - "My Land" (en vivo) − 4:22

Canciones Extra
Para Japón y Sudamérica solamente:
- "UnOpened" (en vivo) − 4:04
- "FullMoon" (en vivo) − 4:54

Para Francia y Sudamérica solamente:
- "8th Commandment" (en vivo) − 3:54
- "Letter to Dana" (en vivo) − 5:32

Para Sudamérica solamente:
- Kingdom for a Heart" (en vivo) − 3:40

## Información del álbum
Sucesor incluye algunas versiones en directo de canciones de Sonata Arctica, una versión editada de la canción "FullMoon" del álbum larga duración Ecliptica, dos nuevas canciones y dos covers de canciones de bandas alemanas.
Las dos canciones compuestas para el álbum son la versión relanzada de "Shy" (originalmente un demo de la banda, cuando aún se llamaban Tricky Beans), y "San Sebastián", compuesta en 1999 y relanzada en el álbum Silence.

## Créditos
- Tony Kakko - Voz, teclados adicionales
- Jani Liimatainen - Guitarra
- Janne Kivilahti - Bajo
- Mikko Härkin - teclado
- Tommy Portimo - batería